# Cymbopetalum tessmannii
Cymbopetalum tessmannii är en kirimojaväxtart som beskrevs av Robert Elias Fries. Cymbopetalum tessmannii ingår i släktet Cymbopetalum, och familjen kirimojaväxter. Inga underarter finns listade i Catalogue of Life.